# Shin'en Multimedia
Shin'en est une société de développement de jeux vidéo et de multimédia allemande fondée en 1999. Elle est à l'origine d'une centaine de bandes son originales de jeu vidéo et des moteurs propriétaires de son GHX, GAX, DSX et NAX.

## Jeux vidéo développés
- 2001 : 
  - Käpt'n Blaubärs verrückte Schatzsuche (Game Boy Color)
  - Iridion 3D (Game Boy Advance)
- 2002 : 
  - Maya l'abeille : La Grande Aventure (Game Boy Advance)
- 2003 : 
  - Iridion II (Game Boy Advance)
- 2005 : 
  - Maya the Bee: Sweet Gold (Game Boy Advance)
  - Nanostray (Nintendo DS)
- 2006 : 
  - Miss Spider : Jour de Courses à Sunny Patch (Nintendo DS)
- 2007 : 
  - Le Cauchemar de Garfield (Nintendo DS)
  - Alien Bazar : Mission Crétinus (Nintendo DS)
  - Charlotte aux fraises : Le Gâteau des quatre saisons (Nintendo DS)
- 2008 : 
  - Nanostray 2 (Nintendo DS)
- 2009 : 
  - Fun! Fun! Minigolf (WiiWare)
- 2010 : 
  - Art of Balance (WiiWare)
  - Jett Rocket (WiiWare)
- 2011 : 
  - Fast Racing League (Wiiware)
  - Nano Assault (Nintendo 3DS)
- 2012 : 
  - Fun! Fun! Minigolf TOUCH! (3DSWare)
  - Art of Balance TOUCH! (3DSWare)
  - Nano Assault Neo (Wii U)
- 2013 : 
  - Nano Assault EX (3DSWare)
  - Jett Rocket II: The Wrath of Taikai (3DSWare)
- 2014 :
  - Art of Balance (Wii U eShop)
  - Nano Assault Neo-X (PlayStation 4)
- 2015 :
  - Fast Racing Neo (Wii U eShop)
- 2017 :
  - Fast RMX (Nintendo Switch)
- 2019 :
  - The Touryst (en) (Nintendo Switch)
- 2025 :
  - Fast Fusion (Nintendo Switch 2)

## Musiques
Shin'en fut également compositeur de musiques de jeux vidéo à une époque.
- 2004 : 
  - Gang de Requins (GameBoy Advance)